# De heks van Croagh Patrick
De heks van Croagh Patrick is het drieënveertigste album uit de stripreeks Bakelandt, het album verscheen in 1989. De reeks is getekend en geschreven door striptekenaar Hector Leemans.

## Verhaal
Bakelandt, Rooie Zita, Pé Bruneel en Franse spion Charles Schulmeister zitten op de Mercenaire, het schip van kapitein Lemonnier, voor de Engelse kust, na hun avontuur op Engelse bodem. Ze willen terugkeren naar Vlaanderen, maar worden opgemerkt door een Brits oorlogsschip, waarop ze vluchten naar de Ierse kust. Het plan is om rond Ierland en Groot-Brittannië te varen, om langs Holland terug te keren. Ze meren aan in de baai van Dingle, vanwaar Bakelandt, Pé en Zita op zoek gaan naar een oude vriend van hen: Arthur Berck, een lid van de United Irishmen. Arthur wordt net voor ze aankomen overvallen door de Engelsen, en ze vinden hem stervend op de grond van zijn brandende boerderij. Hij geeft nog snel een medaillon aan het drietal, met het verzoek dit naar zijn leider Wolfe Tone te brengen.
Op de terugtocht naar het schip maken ze een heksensabbat mee, waarop de heks van Croagh Patrick spreekt en de massa oproept tot geweld tegen de Engelsen. Dit wordt echter verstoord door de aankomst van heksenjager Matthew Hopkins. Pé Bruneel geeft de man een paar slagen, en hij vertrekt. Ilona, de heks van Croagh Patrick, belooft het drietal naar Wolfe Tone te leiden. Terug op het schip verklaart Bakelandt dat hij terug aan land gaat om het medaillon aan Wolfe Tone te geven, waarop Lemonnier en Schulmeister alleen vertrekken.
Hopkins schakelt ondertussen de hulp in van het Engelse leger, dat Ilona, Bakelandt, Pé en Zita achtervolgt en overvalt. Bakelandt, Pé en Ilona ontsnappen, maar Zita wordt gevangengenomen door de Engelsen onder leiding van kolonel Clifford. Terwijl de heksenjager Zita martelt, leidt Ilona een Engelse troep onopzettelijk in de handen van Ierse rebellen.
Die avond wordt Zita naar de brandstapel geleid, om haar als heks op te stoken, maar ze wordt op het nippertje gered door Bakelandt. Wolfe Tone vraagt om verdere hulp van kolonel Clifford, maar die weigert omdat hij al acht mannen verloren heeft aan Bakelandt. Het viertal wordt hierop naar de geheime schuilplek van Wolfe Tone gebracht door de rebellen. Bakelandt geeft Wolfe Tone het medaillon, waaruit een papiertje rolt met informatie voor Wolfe Tone. Op het papiertje staat dat op 23 mei 184 landgenoten vanuit Waterford verscheept zullen worden naar Australië.
Hopkins komt echter de schuilplaats van Wolfe Tone te weten, die begint te overstromen wanneer de Engelsen aankomen. De Ierse rebellen vluchten, na de afspraak gemaakt te hebben om twee weken later in Waterford te zijn.
Twee weken later wordt de nacht voor het schip met Ierse gevangen zou vertrekken een reddingsactie op poten gezet. De Ierse rebellen overmeesteren de soldaten aan boord, en nemen het schip over. Hopkins is echter nog aan boord, en schiet Bakelandt neer. Hierop vlucht Hopkins.

## Achtergrond
- Het verhaal speelt zich af tijdens de Ierse opstand van 1798.
- Een eerder verhaal van Bakelandt: De gouden harp, speelt zich ook in Ierland af.
- De rol van Matthew Hopkins is een anachronisme, de beruchte heksenjager leefde in de 17e eeuw, en niet in de 18e. Heksenvervolgingen waren in Engeland ook al even gestopt op dit punt.